# Austria en los Juegos Olímpicos de Múnich 1972
Austria estuvo representada en los Juegos Olímpicos de Múnich 1972 por un total de 111 deportistas que compitieron en 15 deportes.  
El portador de la bandera en la ceremonia de apertura fue el regatista Hubert Raudaschl.

## Medallistas
El equipo olímpico austríaco obtuvo las siguientes medallas:
| Nombre           | Deporte               | Competición          |
| ---------------- | --------------------- | -------------------- |
| Oro              |                       |                      |
| —                |                       |                      |
| Plata            |                       |                      |
| Norbert Sattler  | Piragüismo en eslalon | K1 M                 |
| Bronce           |                       |                      |
| Ilona Gusenbauer | Atletismo             | Salto de altura F    |
| Rudolf Dollinger | Tiro                  | Pistola libre 50 m M |